# شهرستان یونیون (داکوتای جنوبی)
شهرستان یونیون، داکوتای جنوبی (به انگلیسی: Union County, South Dakota) یک سکونتگاه مسکونی در ایالات متحده آمریکا است که در داکوتای جنوبی واقع شده‌است.

## خصوصیات
شهرستان یونیون ۱٬۲۱۰ کیلومترمربع مساحت دارد.